# Bellibettadakaval, Krishnarajpet
Bellibettadakaval là một làng thuộc tehsil Krishnarajpet, huyện Mandya, bang Karnataka, Ấn Độ.